# Hoynos Nelly
 Hoynos Nelly  magyar modell,  manöken

## Élete
Több évtizeden keresztül volt manöken, az 1970–1980-as évek egyik sztármanökenje, kifutó-modellje.
Az 1970-es és '80-as években országszerte számos különféle divatbemutatót tartottak. A manökenek részben a ruházati szaküzlet konfekciótermékeit reklámozták, vagy a textil és ruhaipar újdonságait mutatták be. A divatszakma legrangosabb eseményeinek számított a Ruhaipari Tervező Vállalat, később Magyar Divat Intézet, az Országos Kisiparosok Szövetsége (OKISZ Labor), a Budapest Szalon és a Rotschild Klára „Clara Szalon” nagy bemutatói, amelyeken többek közt Hoynos Nelly is részt vett.
Fotómodellként több újságban szerepelt címlapokon, de belső oldalakon is jelentek meg fotói. Kártyanaptárakon is láthattuk.
Jelenleg rendszeresen összejár egykori manökenekkel, így például Bodó Sztenya, Katona Mari, Bozzay Margit, Fekete Klári és Dr. Kovács Valéria  modellekkel.

## Filmográfia
- Falfúró
- Utolsó előtti ítélet

## További információ
- Hoynos Nelly az Internet Movie Database oldalon (angolul)